# Мексика на летних Олимпийских играх 1900
Мексика впервые участвовала на летних Олимпийских играх 1900 и была представлена четырьмя спортсменами в поло, которые выиграли бронзовую медаль. Страна заняла 20-е место в общекомандном медальном зачёте

## Медалисты

### Бронза
| Бронза |                                                                             |                         |
| №      | Спортсмены                                                                  | Вид спорта (дисциплина) |
| 1      | Гильермо Райт, Мануэль де Эскандон, Пабло де Эскандон, Эустакиу де Эскандон | Поло (мужчины)          |

## Результаты соревнований

### Поло
Состав команды
- Гильермо Райт
- Мануэль де Эскандон
- Пабло де Эскандон
- Эустакиу де Эскандон

Соревнование
| Соревнование | Четвертьфинал      | Полуфинал                          | Финал              |
| Соревнование | Соперник Результат | Соперник Результат                 | Соперник Результат |
| ------------ | ------------------ | ---------------------------------- | ------------------ |
| Мужчины      |                    | Смешанная команда 3 проиграли; 0-8 | не прошли          |